# Revolution von 1848/1849 im Kaisertum Österreich
Die Revolution von 1848/1849 in Österreich war Bestandteil der bürgerlich-demokratisch motivierten Revolutionen von 1848/1849, die einen großen Teil Mitteleuropas erfassten. Nach der Februarrevolution 1848 in Frankreich griff der Geist der Revolution rasch auch auf das Kaisertum Österreich mit seinen Kronländern über. Dabei wurde der Vielvölkerstaat Österreich von heftigen Aufständen in der Hauptstadt Wien und von revolutionären Unruhen in den unter seiner Herrschaft stehenden Ländern bedroht. Dazu gehörten unter anderem die Aufstände im Königreich Böhmen, im Königreich Ungarn und im oberitalienischen Königreich Lombardo-Venetien, wo das Königreich Sardinien-Piemont den Revolutionären zu Hilfe kam. In allen diesen Regionen hatten die Aufständischen ähnlich wie in den Staaten des Deutschen Bundes eine liberale und demokratische Veränderung der Regierungspolitik und das Ende der Restauration zum Ziel. Die Erhebungen in Ungarn, Böhmen und Italien hatten auch die Emanzipation der jeweiligen Volksgruppen innerhalb des habsburgischen Herrschaftsgebietes zum Ziel.
Alle in drei Wellen erfolgten Erhebungen wurden blutig niedergeschlagen und blieben bis auf einen Thronwechsel ohne Resultat.

## Österreich

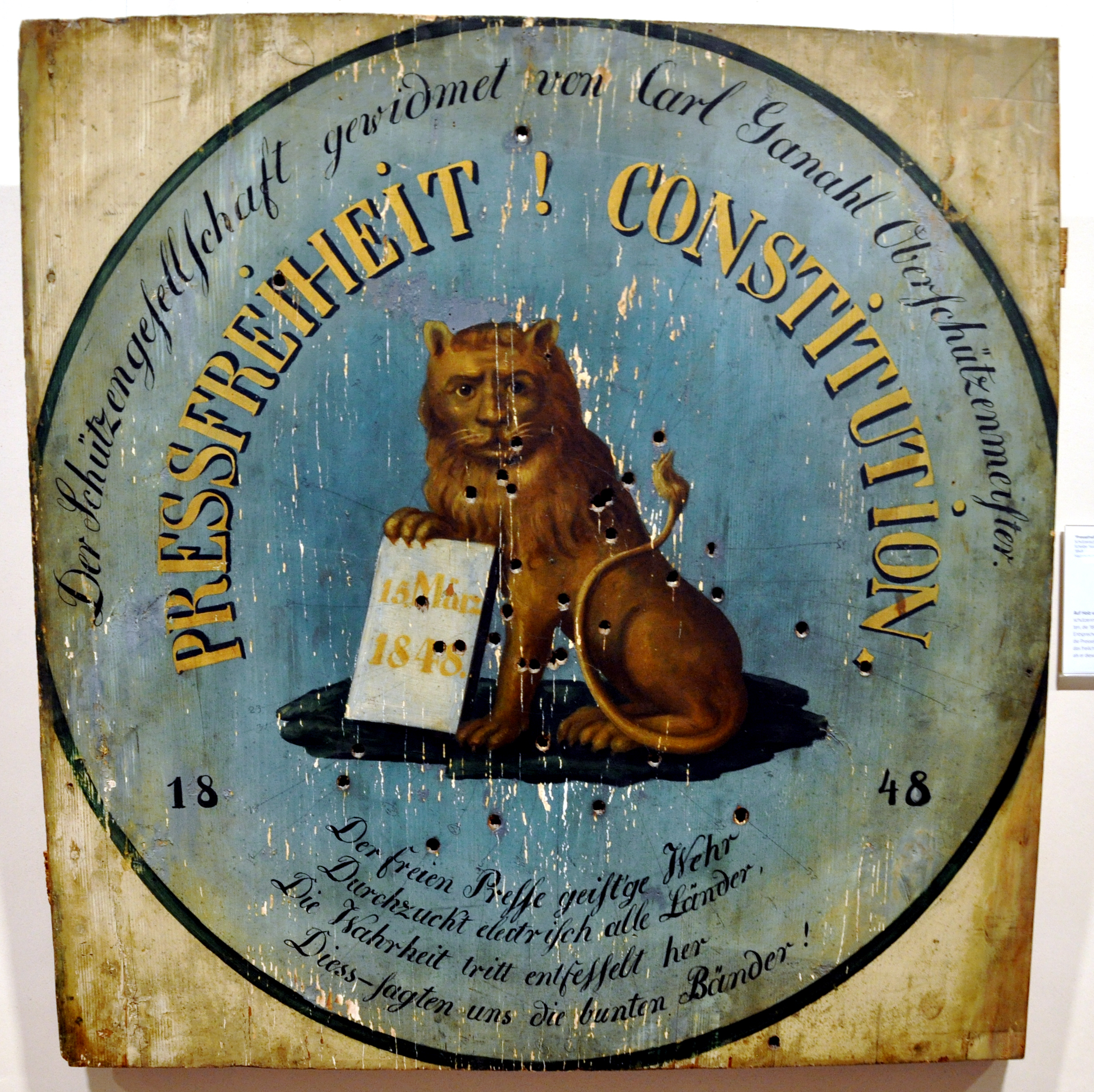
Schützenscheibe „Pressfreiheit! Constitution!“, Feldkirch (Vorarlberg) 1848

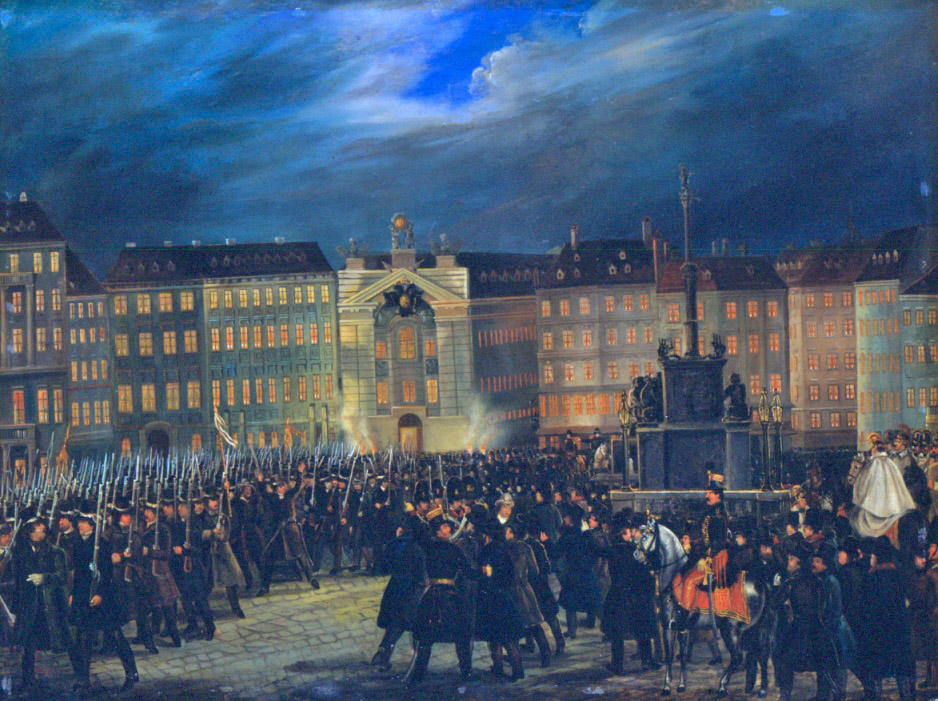
Defilee der Nationalgarde auf dem Platz Am Hof in Wien (Heeresgeschichtliches Museum)

Im Hungerwinter 1847/1848 traf die wirtschaftliche Not die ärmsten Bevölkerungsgruppen am härtesten. Auch in der Arbeiterschaft war nun die Wut auf das überkommene politische System kurz vor dem Überlaufen. Werke wie Alfred Meißners Neue Sklaven oder Karl Becks Gedicht Warum wir arm sind geben ein anschauliches Bild von der Wut und Verzweiflung, die unter der Bevölkerung herrschte.

Schließlich brach am 13. März 1848 die Revolution in Österreich aus. Dem Sturm auf das Ständehaus folgten Anschläge von Sozialrevolutionären gegen Läden und Fabriken in den Wiener Vorstädten. Das Lied Was kommt dort von der Höh, wobei sich die „Höh’“ auf die Polizei und die Kasernen bezog, wurde zum Lied der Revolution. Es wird heute noch von diversen Studentenverbindungen gesungen, um der Beteiligung der Akademischen Legion zu gedenken.

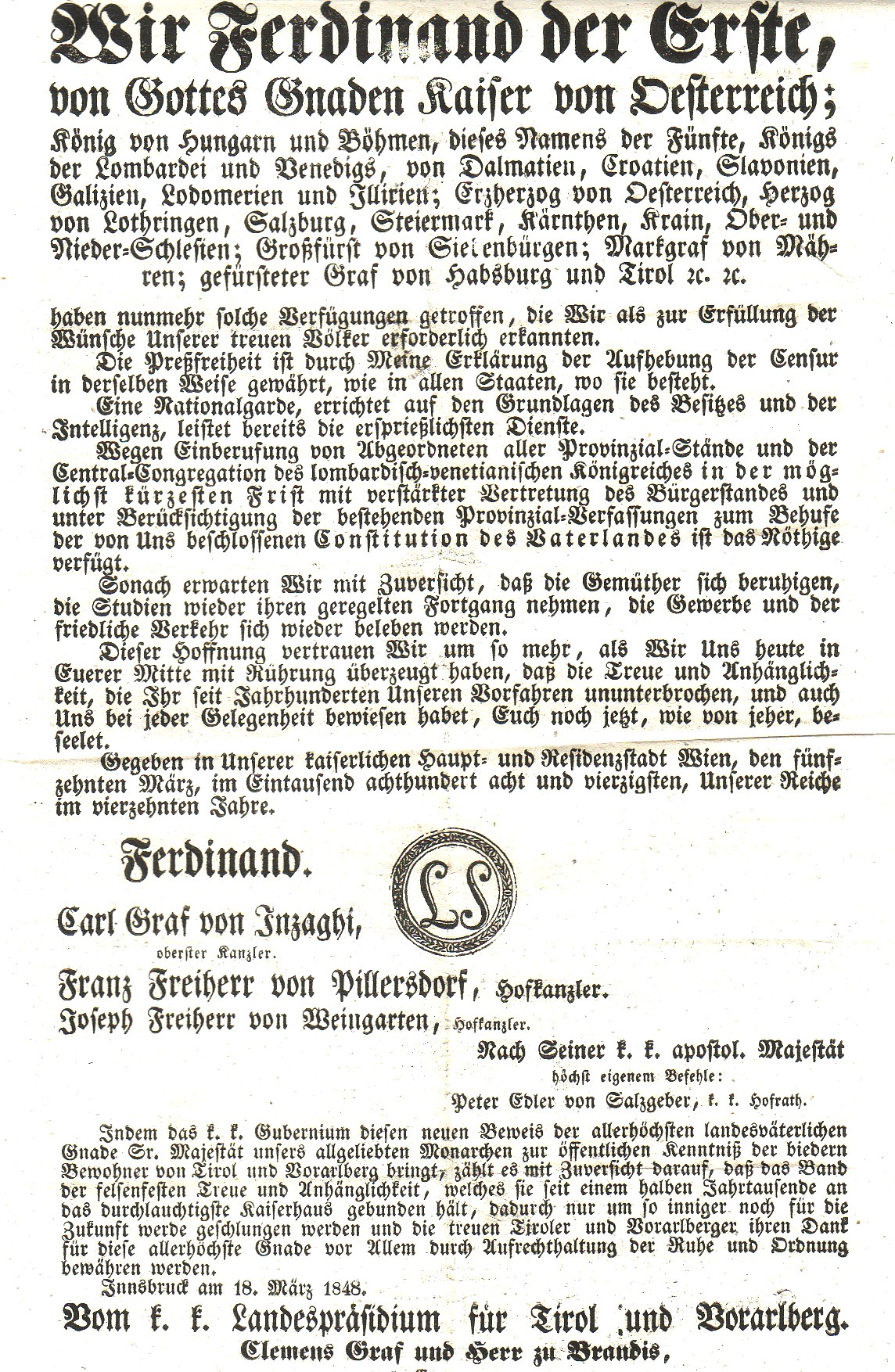
Aufhebung der Pressezensur durch Ferdinand I. am 15. März 1848

 Vor dem Sturm auf das Ständehaus wurden in einer schon am 3. März 1848 vom ungarischen Nationalistenführer Lajos Kossuth verfassten Rede der Unmut gegen das politische System und die Forderungen der Revolutionäre nach einer konstitutionellen Umwandlung der Monarchie und nach Verfassungen für die österreichischen Länder ausgedrückt. Diese Rede wurde in der Ständeversammlung von Adolf Fischhof verlesen. Der Versuch, eine Petition an Kaiser Ferdinand zu überbringen, entwickelte sich zu einem regelrechten Demonstrationszug; der Feuerbefehl von Erzherzog Albrecht forderte die ersten Todesopfer. Die Nachricht von den Ereignissen in der Innenstadt veranlasste viele Bewohner der Vorstädte und Vororte zum Zug ins Zentrum. Die Stadttore waren aber bereits verschlossen und nur wenigen gelang es, an den Schauplatz der Ereignisse zu gelangen. Eine Menschenmenge attackierte die Hofstallungen und die Bewachungsmannschaft reagierte mit scharfen Schüssen. Daraufhin wurden die Straßenlaternen auf dem Glacis aus ihrer Verankerung gerissen und das herausströmende Gas angezündet. Die Feuersäulen gaben ein beeindruckendes Bild. Die Wut richtete sich nun vor allem gegen Steuerämter, Polizeistationen und Bäckereien und Wirtshäuser. In der Nacht auf den 14. März 1848 kam es in den Vorstädten und Vororten außerdem zu Plünderungen und Brandstiftungen, gegen die das Bürgermilitär mit Waffengewalt einschritt. Es gab insgesamt 46 Tote, von denen nach zeitgenössischen Berichten 23 Opfer des Militäreinsatzes gegen die am 13. März begonnene politische Bewegung waren. In den Morgenstunden des 14. März kam es zu Aktionen gegen Fabriken, die den Charakter eines Maschinensturms annahmen.
Am Abend des 13. März 1848 trat der inzwischen 74-jährige Staatskanzler Fürst Metternich, die verhasste Symbolfigur der Restauration, zurück und floh nach England. Dieses Ereignis wurde zum Beispiel durch Hermann Rolletts Gedicht Metternichs Linde thematisiert.
Am 15. März 1848 machte Kaiser Ferdinand I. erste Zugeständnisse. Er versprach die Abschaffung der Zensur und eine Staatsverfassung. Eine am 21. März 1848 gebildete provisorische Staatsregierung erarbeitete daraufhin mit dem Ständischen Zentralausschuss die Pillersdorfsche Verfassung, allerdings ohne Beteiligung einer Volksvertretung. Diese oktroyierte Verfassung wurde Ende April 1848 vorgelegt und führte erneut zu Protesten der Bevölkerung, die in den zweiten Wiener Aufstand mündeten. Auf den revolutionären Druck hin wurde am 15. Mai 1848 die Märzverfassung wieder zurückgenommen. Der überforderte und führungsschwache Kaiser brachte sich am 17. Mai 1848 durch seine Flucht nach Innsbruck vor den zunehmenden Unruhen in Sicherheit.
Am 16. Juni schlugen österreichische Truppen unter Alfred Fürst zu Windischgrätz den Pfingstaufstand in Prag nieder.
Am 22. Juli 1848 wurde der konstituierende österreichische Reichstag mit 383 Delegierten aus Österreich und den slawischen Kronländern von Erzherzog Johann in der Winterreitschule eröffnet. Unter anderem wurde dort Anfang September die Bauernbefreiung von der Erbuntertänigkeit beschlossen. Die Dankbarkeit bei den Bauern dokumentiert zum Beispiel das neue Lied vom allverehrten Kaiser Ferdinand (1848).
Am 23. August 1848 kam es zur Massendemonstration von Wiener Arbeitern, ausgelöst durch erneute Lohnkürzungen der Erdarbeiter. Sie gilt als erste Frauendemonstration in Österreich, da unter den Teilnehmern vor allem Frauen waren. Die Protestierenden zogen mit einer aus Lehm geformten Spottpuppe des Ministers Ernst von Schwarzer in Richtung der Wiener Innenstadt. Am Prater wurden sie von der bürgerlichen Nationalgarde gestoppt, die in die unbewaffnete Menge schoss („Praterschlacht“). Es gab 22 Todesopfer und circa 300 Verletzte. Noch am selben Tag löste sich der Sicherheitsausschuss auf. Die inneren Widersprüche der Revolution, die Uneinigkeit zwischen Arbeiterschaft und Bürgertum, traten nun offen zutage.

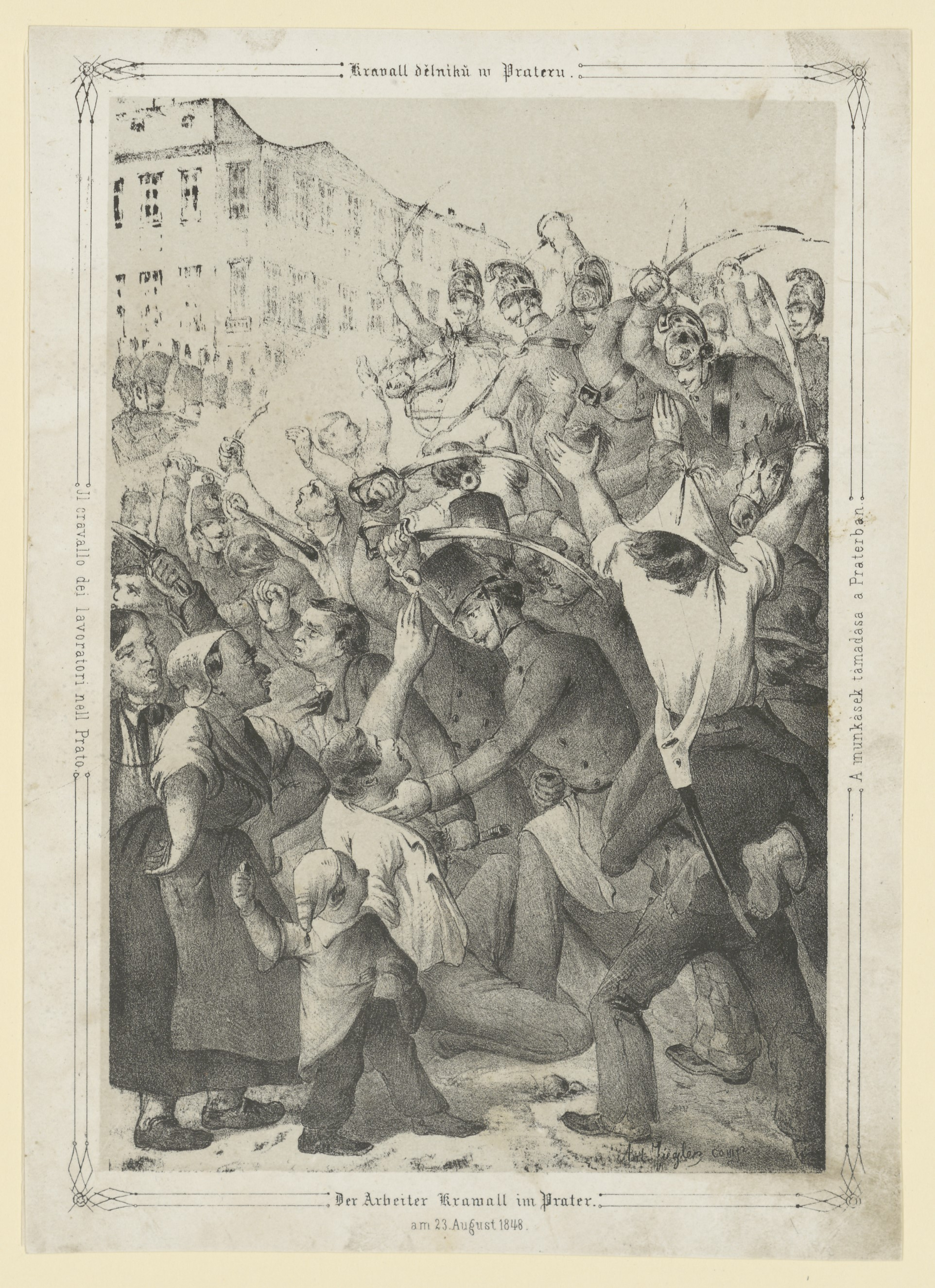
Der Arbeiterkrawall im Wiener Prater am 23. August 1848 (Germanisches Nationalmuseum, Inv. HB31145)

Infolge der Ereignisse in Ungarn seit dem 12. September 1848, bei denen unter Führung von Lajos Kossuth der ungarische Aufstand in eine kriegerische Auseinandersetzung gegen die kaiserlichen Truppen mündete, und nach der Ermordung des österreichischen Kriegsministers Theodor Graf Baillet von Latour am 6. Oktober 1848 kam es in Wien zur dritten Phase der österreichischen Revolution.

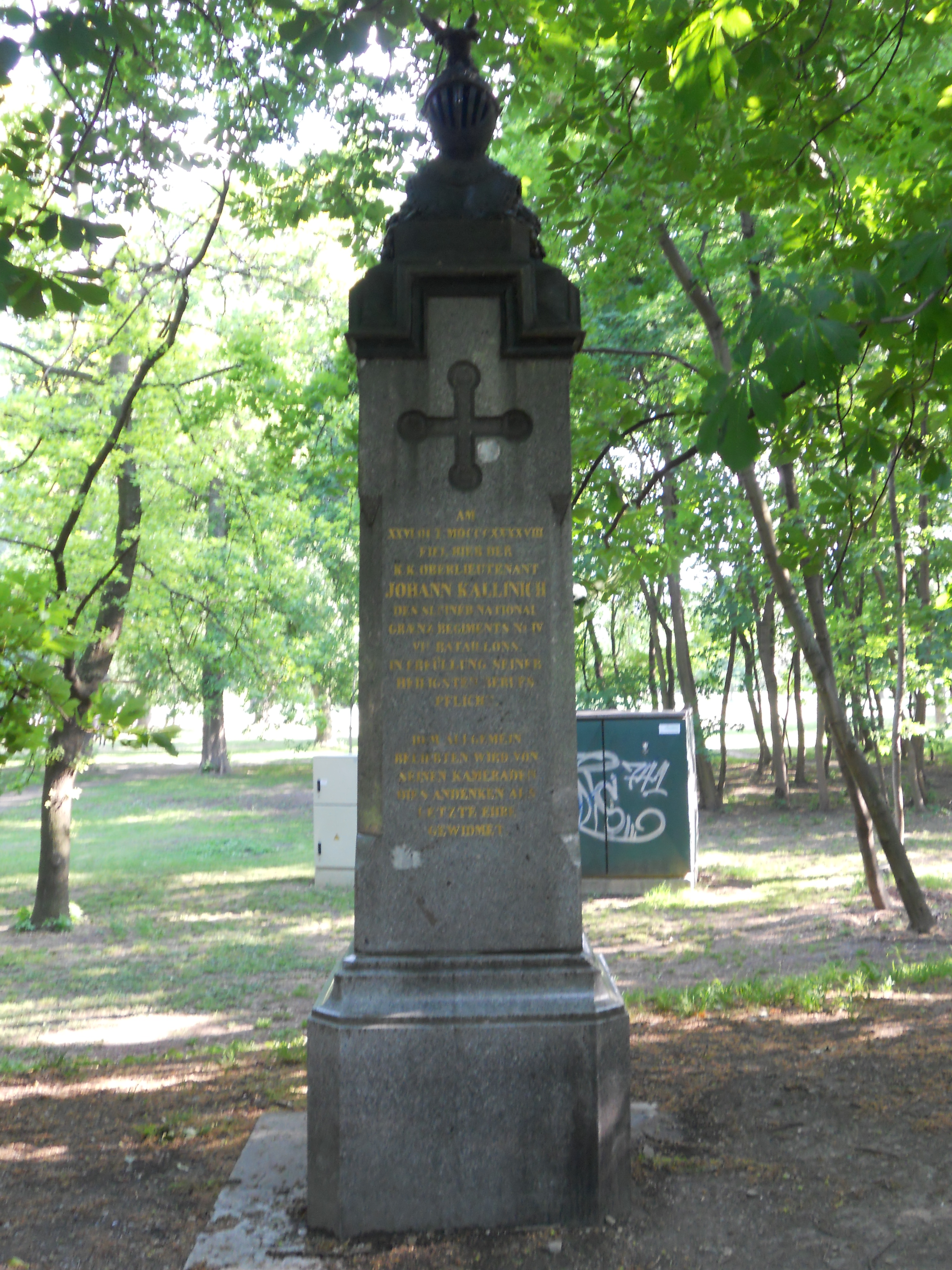
Gedenkstein für den während des Oktoberaufstandes getöteten Oberleutnant der kroatischen Grenztruppen Johann Kallinich im Wiener Prater

Der Wiener Oktoberaufstand 1848, oft auch „Wiener Oktoberrevolution“ genannt, war die letzte Erhebung der österreichischen Revolution 1848. Als am 6. Oktober 1848 von Wien aus kaiserlich österreichische Truppen gegen das aufständische Ungarn ziehen sollten, versuchten die mit den Ungarn sympathisierenden Wiener Arbeiter, Studenten und meuternde Truppen den Abmarsch zu verhindern. Es kam zu Straßenkämpfen, wobei selbst im Stephansdom Blut vergossen wurde; Kriegsminister Graf Theodor von Latour wurde von der Menge gelyncht. Der Hof floh mit Kaiser Ferdinand am 7. Oktober nach Olmütz, der Reichstag wurde am 22. Oktober nach Kremsier verlegt. Gerettet wurde der Hof durch den ersten österreichischen Lokführer Carl Grundmann, der später in Herzogenburg die größte Schließwarenfabrik der Monarchie gründete, finanziert mit den dafür erhaltenen Belohnungen. Im Verlauf der Kämpfe gelang es den Wiener Bürgern, Studenten und Arbeitern, die Hauptstadt in ihre Gewalt zu bringen, nachdem die Regierungstruppen geflohen waren.
Aber die Revolutionäre konnten sich nur kurze Zeit halten. Am 23. Oktober wurde Wien von konterrevolutionären Truppen, die aus Kroatien (unter dem Ban Joseph Jellačić) und aus dem böhmischen Prag (unter Feldmarschall Alfred Fürst zu Windischgrätz) angerückt waren, eingeschlossen. Am 26. Oktober begann das österreichische und kroatische Militär mit der Beschießung Wiens. Nach einer Woche wurde Wien gegen den heftigen, aber aussichtslosen Widerstand der Wiener Bevölkerung von den kaiserlichen Truppen wieder eingenommen und die Innere Stadt am 31. Oktober erstürmt.
Rund 2000 Aufständische waren gefallen. Weitere Anführer der Wiener Oktoberrevolution fielen der anschließenden blutigen Rache der Militärs zum Opfer. Viele wurden zum Tode oder zu langen Haftstrafen verurteilt. Darunter waren unter anderen Wenzel Messenhauser, ein bedeutender Anführer der Aufständischen, die Journalisten Alfred Julius Becher sowie Hermann Jellinek, welche alle in den darauf folgenden Tagen hingerichtet wurden.
Unter den standrechtlich erschossenen Opfern war neben anderen auch der populäre, dem linken Flügel der Liberalen zugeordnete Abgeordnete der Frankfurter Nationalversammlung, Robert Blum, der am 9. November 1848 trotz seiner parlamentarischen Immunität hingerichtet und damit zu einem Märtyrer der Revolution wurde. Sein Tod unterstreicht die Machtlosigkeit der Frankfurter Nationalversammlung und macht ihn zum Symbol der gescheiterten Märzrevolution. Für die junge Arbeiterbewegung in Deutschland wird er zu einer ihrer wesentlichen Leitfiguren. Das Schicksal Blums wird in zahlreichen literarischen Werken beschrieben, wie im Robert Blum – Lied oder im Lied vom Robert Blum von Ludwig Pfau, 1849, welche aber vorwiegend in Deutschland gesungen wurden.
Am 2. Dezember 1848 kam es in Österreich zum Thronwechsel. Die revolutionären Ereignisse hatten die Führungsschwäche von Kaiser Ferdinand I. verdeutlicht. Auf Initiative des Feldmarschallleutnants Felix Fürst zu Schwarzenberg dankte Ferdinand ab und überließ den Thron seinem 18-jährigen Neffen Franz, der den Kaisernamen Franz Joseph I. annahm. Mit diesem Namen lehnte er sich bewusst an seinen Großonkel Joseph II. (1741–1790) an, dessen Politik für Reformfreudigkeit gestanden hatte. Franz Joseph I. wurde noch an Ort und Stelle in Olmütz gekrönt.
Damit war die Revolution in Österreich niedergeschlagen. Die im März ausgearbeitete Verfassung trat nie in Kraft. Allerdings blieben die Ereignisse in Ungarn und Italien zunächst noch ein Hindernis für Franz Joseph I., seinen Machtanspruch im ganzen Habsburgerreich durchzusetzen.
Kulturell war das Jahr 1848 durch die kurzfristige Aufhebung der Pressezensur durch Ferdinand I. am 15. März 1848 geprägt. Dies hatte zur Folge, dass eine Vielzahl von Werken veröffentlicht wurde, Zeitschriften aus dem Boden schossen und wieder verschwanden und sich die Schreibkultur grundlegend wandelte. Friedrich Gerhards Die Presse frei!, M. G. Saphirs Der tote Zensor, das Zensorlied oder Ferdinand Sauters Geheime Polizei geben ein Bild von der Aufbruchstimmung. Es wurde auch scharfe Kritik am bestehenden System geübt. Beispiele dafür finden sich in Johann Nestroys Freiheit in Krähwinkel, Der alte Mann mit der jungen Frau, Skizzen zu Höllenangst, Lady und Schneider oder Die lieben Anverwandten (1848), Politische Gedichte von Anastasius Grün sowie Schriften von Franz Grillparzer (Dem Vaterlande, Gedanken zur Politik).
Die Errungenschaften der Märzrevolution gingen zum größten Teil verloren und Österreich trat in die Phase des Neoabsolutismus ein.

## Italienische Provinzen und Staaten
Italien bestand im 19. Jahrhundert nach der militärischen Beendigung der napoleonischen Hegemonie in Europa und auch in den italienischen Fürstentümern aus verschiedenen Einzelstaaten. Die oberitalienischen Gebiete (Lombardei, Venetien, die Toskana und Modena) standen unter österreichischer Oberhoheit. Die Aufstände des Risorgimento („Wiedererstehung“), die einen italienischen Einheitsstaat anstrebten und sich damit auch gegen die österreichische Herrschaft in Oberitalien richteten, hatten schon in den 1820er Jahren begonnen. Aus dem Untergrund besonders aktiv waren dabei die Gruppen um die radikaldemokratischen Nationalrevolutionäre Giuseppe Mazzini und Giuseppe Garibaldi in den 1830er Jahren, als sie in verschiedenen Regionen Italiens im Gefolge der französischen Julirevolution mehrere Aufstände initiiert hatten, die jedoch alle gescheitert waren.

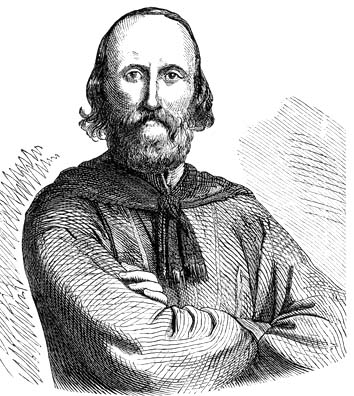
Giuseppe Garibaldi (1807–1882)

Auch in der Zeit der Märzrevolution spielten sie bei den revolutionären Bewegungen in Italien eine wichtige Rolle. Mazzinis Thesen von einem geeinten, freien Italien in einem von den monarchischen Dynastien befreiten Europa der Völker, die in der verbotenen Zeitung Giovine Italia („Junges Italien“) verbreitet wurden, hatten nicht nur Einfluss auf die Revolutionen in den italienischen Staaten, sondern beeinflussten auch die radikaldemokratischen Strömungen in vielen anderen Regionen Europas.
Die revolutionären Ereignisse von 1848 fanden nicht nur in Norditalien, sondern auch in anderen Provinzen Italiens starken Widerhall. Aufstände italienischer Freiheitskämpfer hatten im Jänner 1848 auf Sizilien, in Mailand, Brescia und Padua gegen die Vorherrschaft der Bourbonen im Süden und die der Österreicher im Norden begonnen und griffen am 17. März 1848 auf Venedig und Mailand über. In Mailand erklärten die Revolutionäre die Unabhängigkeit der Lombardei von Österreich und forderten den Anschluss ans Königreich Sardinien-Piemont. In Mailand nahm der Volksaufstand (fünf Tage vom 18. bis 22. März 1848, daher italienisch Cinque giornate (di Milano) genannt) so gravierende Ausmaße an, dass sich die österreichischen Truppen unter Josef Wenzel Radetzky in das Festungsviereck Mantua–Peschiera del Garda–Verona–Legnago zurückziehen mussten, um auf Verstärkung aus Österreich zu warten. Diese Situation führte schließlich zum Ersten Italienischen Unabhängigkeitskrieg.
König Karl Albert von Sardinien, der schon am 4. März 1848 in seinem Staat eine an Frankreich orientierte Repräsentativverfassung erlassen hatte, mit der er eine konstitutionelle Monarchie einführte, wollte die revolutionäre Stimmung nutzen, um Italien unter seiner Führung zu einen. Nach anfänglichen Erfolgen Karl Alberts wurden jedoch am 25. Juli 1848 bei der Schlacht von Custozza in der Nähe des Gardasees die Truppen des Königs von den Österreichern unter Feldmarschall Radetzky geschlagen. Im Waffenstillstand vom 9. August wurde die Lombardei an Österreich abgetreten, welches darauf das Land wieder besetzte. Nur Venedig blieb vorläufig unbesetzt. Es hatte sich am 23. März 1848 für unabhängig erklärt und die Republik unter Führung von Daniele Manin ausgerufen.
Ein Putsch von Aufständischen im Februar 1849 gegen den Großherzog Leopold II. von Habsburg in der Toskana führte erneut zum Krieg. Dieser wurde wieder zugunsten der kaiserlichen Österreicher unter Radetzky bei ihrem Sieg am 23. März 1849 in der Schlacht bei Novara gegen die 100.000 Mann starke Armee Sardiniens entschieden. Damit war die italienische Einigungsbewegung vorerst zerschlagen und die österreichische Vorherrschaft in Oberitalien im Wesentlichen wiederhergestellt. König Karl Albert von Sardinien dankte zugunsten seines Sohnes Viktor Emanuel II. ab und ging nach Portugal ins Exil. Der neue König schloss am 6. August in Mailand einen Friedensvertrag mit Österreich.
Als letzte Bastion der oberitalienischen Aufstände von 1848/49 wurde am 24. August 1849 die revolutionäre Republik von Venedig niedergeschlagen. Radetzky erhielt vom Kaiser das Amt des General-, Zivil- und Militärgouverneurs von Lombardo-Venetien.
Auch in vielen nicht-österreichischen Gebieten Italiens, beispielsweise im Königreich Neapel-Sizilien (auch Königreich beider Sizilien genannt), waren seit Jänner 1848 Aufstände und revolutionäre Unruhen ausgebrochen, worauf König Ferdinand II. von Neapel-Sizilien eine Verfassung erließ.
Im Kirchenstaat floh Papst Pius IX. aufgrund der Unruhen im November 1848 aus Rom und setzte sich nach Gaeta ab. Am 9. Februar 1849 riefen die römischen Revolutionäre unter Giuseppe Mazzini die Republik im Kirchenstaat aus. Am 3. Juli 1849 wurde die römische Revolution von französischen Truppen niedergeschlagen, was teilweise in Frankreich selbst zu Protesten (etwa in Lyon) geführt hatte. Nach der Niederschlagung des Aufstands von Rom wurde die Macht von einem Exekutivkomitee aus Kardinälen übernommen. Erst 1850 kehrte der Papst zurück und stellte die alten Verhältnisse wieder her.

## Böhmen
Der Prager Pfingstaufstand von Juni 1848 war von einem Slawenkongress begleitet, der in Prag vom 2. bis 12. Juni stattfand und an dem neben Posener Polen und slawischen Österreichern als einziger Russe auch der Anarchist Michail Bakunin teilnahm. Auf dem Kongress wurde die Umwandlung der Donaumonarchie in einen Bund gleichberechtigter Völker gefordert. Darauf begannen tschechische Revolutionäre den Pfingstaufstand gegen die österreichische Herrschaft. Der Aufstand wurde am 16. Juni 1848 von österreichischen Truppen unter Alfred Fürst von Windischgrätz niedergeschlagen.

## Ungarn, Kroatien, Siebenbürgen und Serbien
Die Nachricht von der Revolution in Paris und Wien führte am 15. März schließlich dazu, dass die Revolution – ausgehend von Pest – auch auf Ungarn übergriff. Von einigen Bildungsbürgern und Intellektuellen wurde die Aufhebung der Zensur, Pressefreiheit, Versammlungsfreiheit sowie die Religionsfreiheit gefordert. Außerdem wurde die Abschaffung der adeligen Vorrechte, die Aufhebung der Leibeigenschaft und eine Landverteilung an die Bauern verlangt. Die bestehende ständische Versammlung mit Sitz in Pressburg sollte in eine moderne parlamentarische Vertretung umgewandelt und in Ungarn eine eigenständige Regierung eingesetzt werden. Ferdinand sollte weiterhin König bleiben. Diese Reformansätze wurden von Ferdinand als März- beziehungsweise Aprilgesetze vom 11. April 1848 bestätigt.
Nach Revolten der einfachen Bevölkerung führten die Magyaren Kriege gegen die Nicht-Magyaren in ihrem Königreich; gegen die Serben (seit Juni 1848), dann auch gegen die Kroaten, Rumänen, Slowaken, Russinen, Siebenbürger Sachsen sowie gegen kaiserliche Truppen, was dazu führte, dass der Kaiser Ende September den ungarischen Landtag auflöste und in Ungarn den Kriegszustand erklärte. Eine kaiserliche Armee unter Führung von Josip Jelačić wurde Ende September 1848 Richtung Pest in Marsch gesetzt.
Am 12. September 1848 löste Lajos Kossuth, bis dahin Finanzminister und Vorsitzender des Verteidigungsausschusses, den liberalen Ministerpräsidenten Lajos Batthyány ab. Dem österreichischen Kaiser Ferdinand I. wurde als Folge der revolutionären Ereignisse in Österreich die Anerkennung als König von Ungarn verwehrt.
Ende 1848 unternahmen kaiserliche Truppen über Oberungarn (die heutige Slowakei) einen Angriff gegen Ungarn und besetzten am 5. Jänner 1849 Pest. Am 7. März löste der österreichische Kaiser den liberalen österreichischen Reichstag auf und erließ eine neue Verfassung, die sogenannte Oktroyierte Märzverfassung. Im Königreich Ungarn wurde die ungarische Verfassung abgeschafft und Kroatien-Slawonien, Siebenbürgen, die Militärgrenze, die Woiwodschaft Serbien und Temeser Banat von Ungarn abgetrennt. Den verschiedenen in Ungarn lebenden Minderheiten wurden dabei keine eigenen Verwaltungseinheiten zuerkannt.
Die Oktroyierung einer kaiserlichen Verfassung führte schließlich zum Unabhängigkeitsaufstand. Die kaiserliche Armee unter Alfred Fürst zu Windischgrätz musste sich am 10. April 1849 vor dem mit polnischen Legionen verstärkten Revolutionsheer zunächst zurückziehen.
Diese schufen unter anderem einen weitgehend autonomen magyarischen Nationalstaat, in dem viele (aber nicht alle) Bauern befreit wurden (Abschaffung der Hörigkeit) und Ungarisch als einzige Amtssprache galt. Da niemand mit der „unfertigen“ Liberalisierung zufrieden war, Wien über die Unabhängigkeitsbestrebungen der Ungarn empört war und die Anliegen der Nicht-Magyaren ignoriert wurden, war ein Bürgerkrieg vorprogrammiert.
Am 14. April 1849 erklärte der ungarische Reichstag seine Unabhängigkeit vom Hause Habsburg-Lothringen und rief die Republik aus. Kossuth wurde daraufhin zum ungarischen Reichsverweser erklärt. Er hatte als solcher diktatorische Vollmachten.
Da die ungarische Unabhängigkeit international nicht anerkannt wurde, leisteten auf Bitten des österreichischen Kaisers russische und kroatische Truppen der österreichischen Armee Beistand. Mitte Juni begann eine österreichisch-russische Großoffensive vom Norden und Westen gegen die Magyaren. Als wichtige Feldherren agierten damals der Kroate Joseph Jelačić sowie der Russe Paskewitsch. Am 13. August kapitulierten die Magyaren nach der Schlacht bei Segesvár (Schäßburg). Die Revolution im ungarischen Teil der Monarchie war damit praktisch beendet. Am 3. Oktober 1849 kapitulierten die letzten ungarischen Einheiten in der Festung Komárom. In den darauffolgenden Tagen und Wochen wurden über hundert Anführer des ungarischen Aufstands in Arad hingerichtet (siehe auch Märtyrer von Arad). Am 6. Oktober 1849, dem ersten Jahrestag des Wiener Oktoberaufstands, folgte auch die Hinrichtung des ehemaligen Ministerpräsidenten Batthyány in Pest.
Lajos Kossuth, der politisch bedeutendste Vertreter der ungarischen Freiheitsbewegung, konnte sich im August 1849 ins Exil absetzen. Bis zu seinem Tod 1894 in Turin setzte er sich für die Unabhängigkeit Ungarns ein.
Die Revolution von 1848/1849 brachte in Ungarn die Bauernbefreiung, eine formelle Gleichheit aller Bürger vor dem Gesetz und wirtschaftlich die Durchsetzung des Kapitalismus im Königreich Ungarn.

## Slowakei
Der Slowakische Aufstand von September 1848 bis November 1849 ist die Bezeichnung für drei slowakische bewaffnete Feldzüge gegen die Magyaren im Rahmen der 1848er-Revolution.
Die führenden Persönlichkeiten waren die Slowaken Ľudovít Štúr, Jozef Miloslav Hurban, Michal Miloslav Hodža, Janko Kráľ und der tschechische militärische Führer Bedřich Bloudek.

## Fazit
In Österreich selbst gingen die Errungenschaften der Märzrevolution zum größten Teil verloren und das Land trat in die Phase des Neoabsolutismus ein. In verschiedenen Verfassungsentwürfen, beginnend mit der nur drei Wochen bestehenden Pillersdorf’schen Verfassung von 1848 und der Oktroyierten Märzverfassung von 1849, die durch das Silvesterpatent von 1851 aufgehoben und durch das Oktoberdiplom von 1860 teilweise wieder bestätigt wurde, wurde die formelle Gleichheit aller Bürger vor dem Gesetz festgehalten.
In den Kronländern hatte die Revolution hingegen eine Landreform, die Bauernbefreiung und wirtschaftlich die Durchsetzung des Kapitalismus im Königreich Ungarn zur Folge.

## Texte zur Revolution
Zeitgenössische Schilderungen lassen den Geist der Revolution besonders leicht auferstehen und bieten einen Einblick in Beweggründe und Vorgänge während dieser Zeit des Umbruches.

### Robert Blum (Briefe)
In Wien angekommen, schreibt Blum am 17. Oktober an seine Frau:
Wien ist prächtig, herrlich, die liebenswürdigste Stadt, die ich je gesehen; dabei revolutionär in Fleisch und Blut. Die Leute treiben die Revolution gemütlich, aber gründlich. Die Verteidigungsanstalten sind furchtbar, die Kampfbegier grenzenlos. Alles wetteifert an Aufopferung, Anstrengung und Heldenmut. Wenn Wien nicht siegt, so bleibt nach der Stimmung nur ein Schutt- und Leichenhaufen übrig, unter welchem ich mich mit freudigem Stolz begraben lassen würde.
Auch nach seiner Verhaftung bleibt er ruhig und gelassen und schreibt:
… Ich werde unfreiwillig hier zurückgehalten. Denke Dir indes nichts Schreckliches, wir werden sehr gut behandelt. Allein die große Menge der Verhafteten kann die Entscheidung wohl etwas hinausschieben. …
Nach seiner Verurteilung schreibt er ihr am 9. November 1848 einen letzten Brief:
Mein teures, gutes, liebes Weib, lebe wohl, wohl für die Zeit, die man ewig nennt, die es aber nicht sein wird. Erziehe unsere – jetzt Deine Kinder zu edlen Menschen, dann werden sie ihrem Vater nimmer Schande machen. Unser kleines Vermögen verkaufe mit Hilfe unserer Freunde. Gott und gute Menschen werden Euch ja helfen. Alles, was ich empfinde, rinnt in Tränen dahin, daher nochmals: leb wohl, teures Weib!
Betrachte unsere Kinder als teures Vermächtnis, mit dem Du wuchern mußt, und ehre so Deinen treuen Gatten. Leb wohl, leb wohl! Tausend, tausend, die letzten Küsse von Deinem Robert. Morgens 5 Uhr, um 6 Uhr habe ich vollendet. Die Ringe habe ich vergessen, ich drücke Dir den letzten Kuß auf den Trauring. Mein Siegelring ist für Hans, die Uhr für Richard, der Diamantknopf für Ida, die Kette für Alfred als Andenken. Alle sonstigen Andenken verteile Du nach Deinem Ermessen. Man kommt! Leb wohl, wohl!

### Friedrich Engels
In Wien herrschten unterdessen Verwirrung und Ratlosigkeit. Die Bourgeoisie war nach dem Sieg alsbald wieder ihrem alten Misstrauen gegen die „anarchische“ Arbeiterklasse verfallen. Die Arbeiter, die die ihnen sechs Wochen zuvor von den bewaffneten Krämern zuteil gewordene Behandlung so wenig vergessen hatten wie die unstete, schwankende Politik des Bürgertums überhaupt, wollten diesem die Verteidigung der Stadt nicht anvertrauen und verlangten Waffen und eine eigene militärische Organisation. Die Akademische Legion, die darauf brannte, gegen den kaiserlichen Despotismus zu kämpfen, war völlig außerstande, den tieferen Sinn der Entfremdung zwischen den beiden Klassen zu verstehen oder die Erfordernisse der Lage sonst zu begreifen. Verwirrung herrschte in den Köpfen des Volkes, Verwirrung in den führenden Kreisen. Der Rest des Reichstags – deutsche Deputierte und ein paar Slawen, die, von einigen revolutionären polnischen Abgeordneten abgesehen, für ihre Freunde in Olmütz Spitzeldienste leisteten – tagten in Permanenz; aber statt eine entschiedene Haltung einzunehmen, vertrödelten sie ihre ganze Zeit mit nutzlosen Debatten über die Möglichkeit eines Widerstandes gegen die kaiserliche Armee, ohne die Grenzen der konstitutionellen Formen zu überschreiten. Der Sicherheitsausschuss, zusammengesetzt aus Abgeordneten fast aller Organisationen des Volkes von Wien, war wohl zum Widerstand entschlossen, stand aber unter der Herrschaft einer Mehrheit von Pfahlbürgern und Kleinkrämern, die ihn nie zu konsequent entschlossenem, tatkräftigem Handeln kommen ließen. Der Ausschuss der Akademischen Legion fasste heroische Beschlüsse, war aber völlig unfähig, die Führung zu übernehmen. Die Arbeiter, mit Misstrauen betrachtet, ohne Waffen, ohne Organisation, der Geistesknechtung des alten Regimes kaum entronnen, eben erst erwachend, nicht zum Bewusstsein, sondern zum rein instinktiven Erfassen ihrer gesellschaftlichen Lage und der sich daraus ergebenden politischen Haltung, konnten sich nur durch laute Demonstrationen Gehör verschaffen; man durfte von ihnen nicht erwarten, sie würden die Schwierigkeiten des Augenblicks meistern. Aber sie waren – wie überall in Deutschland während der Revolution – bereit, bis zum Äußersten zu kämpfen, sobald sie nur Waffen erhielten.
So standen die Dinge in Wien. Draußen die reorganisierte österreichische Armee, berauscht von den Siegen Radetzkys in Italien, sechzig- bis siebzigtausend Mann, gut bewaffnet, gut organisiert, und wenn die Führung auch nicht viel taugte, so doch immerhin mit Führern versehen. Drinnen Verwirrung, Klassenspaltung, Desorganisation; eine Nationalgarde, von der ein Teil entschlossen war, überhaupt nicht zu kämpfen, während ein anderer Teil noch zu keinem Entschluss gekommen und nur der kleinste Teil zum Handeln bereit war; eine proletarische Masse, stark an Zahl, aber ohne Führer, ohne jede politische Schulung, ebenso leicht geneigt zur Panik wie zu beinah grundlosen Wutausbrüchen, eine Beute jedes falschen Gerüchts, das ausgestreut wurde, durchaus bereit zu kämpfen, doch ohne Waffen, wenigstens zu Beginn, und auch später, als man sie schließlich zum Kampfe führte, nur unvollständig bewaffnet und fast gar nicht organisiert; ein hilfloser Reichstag, der noch über theoretische Haarspaltereien diskutierte, als ihm schon fast das Dach über dem Kopfe brannte; ein leitender Ausschuss ohne innere Triebkraft und Energie. Alles war anders geworden seit den Tagen des März und Mai, als im Lager der Konterrevolution völlige Verwirrung herrschte und nur eine einzige organisierte Macht bestand: die von der Revolution geschaffene. Über den Ausgang eines solchen Kampfes konnte es kaum einen Zweifel geben, und wenn es doch noch einen gab, so wurde er behoben durch die Ereignisse des 30. und 31. Oktober und des 1. November.

## Auswahl von Persönlichkeiten der Revolution im Kaisertum Österreich
Nachnamen in alphabetischer Reihenfolge
- Michail Bakunin
- Alfred Julius Becher
- Robert Blum
- Ludwig Eckardt
- Vinzenz Benedikt von Emperger
- Anton Füster
- Giuseppe Garibaldi
- Friedrich Hassaurek
- Lajos Kossuth
- Hans Kudlich
- Giuseppe Mazzini
- Ludwik Mierosławski
- Karoline von Perin
- Joseph Leopold Stiger

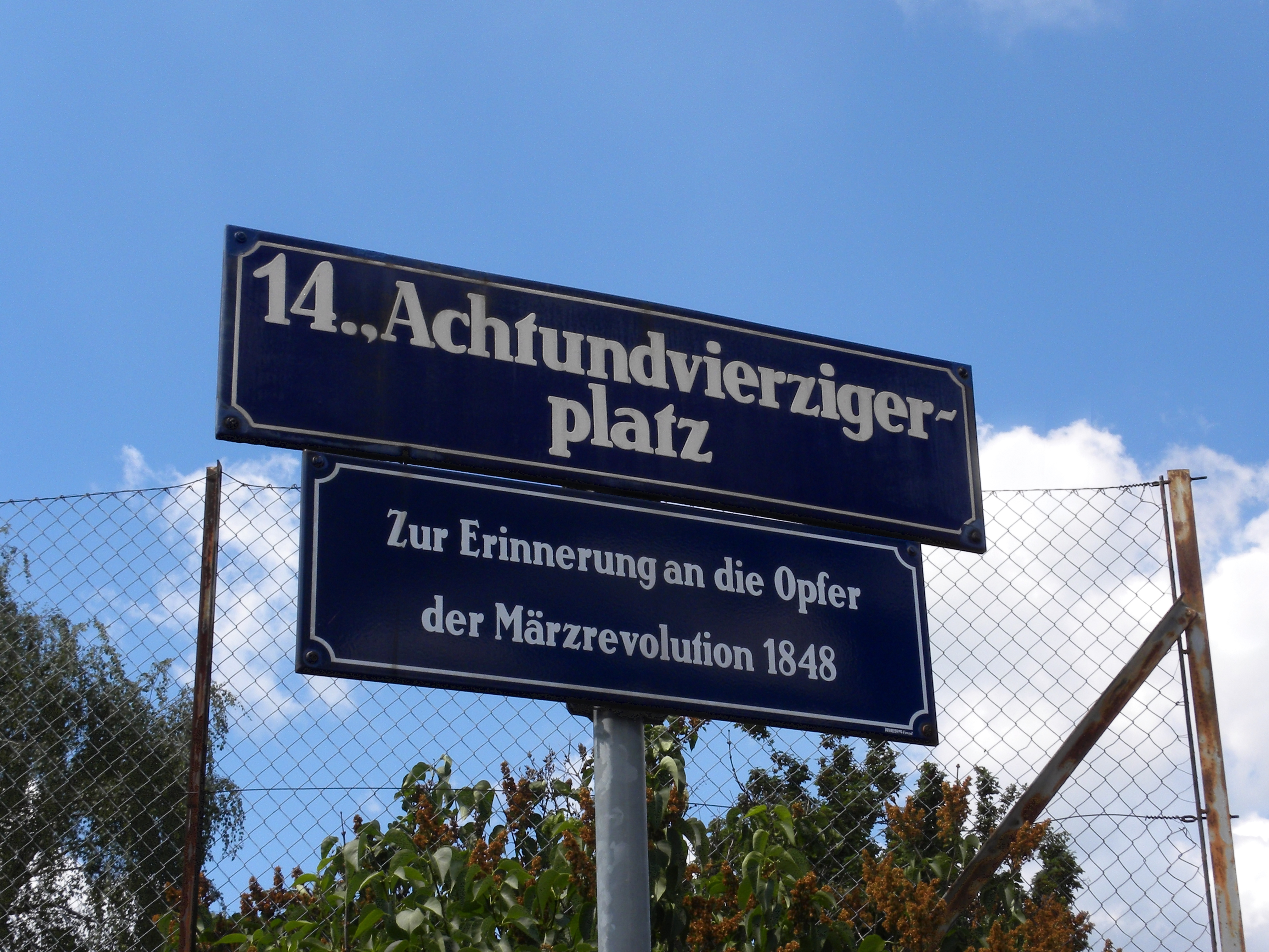
Der Achtundvierzigerplatz erinnert an die Märzrevolution von 1848.

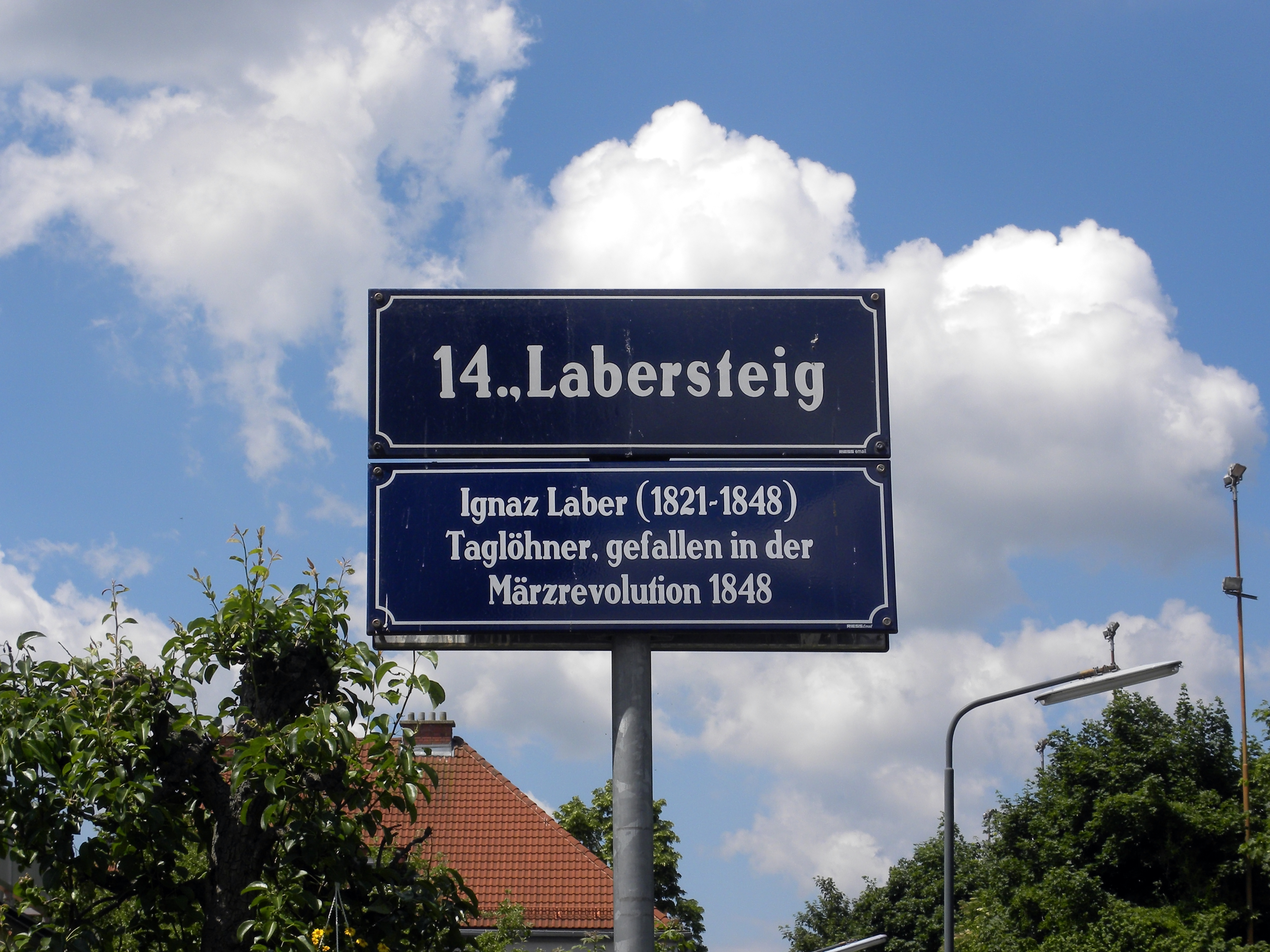
Die Straßen rund um den Achtundvierzigerplatz sind nach Gefallenen der Märzrevolution benannt.

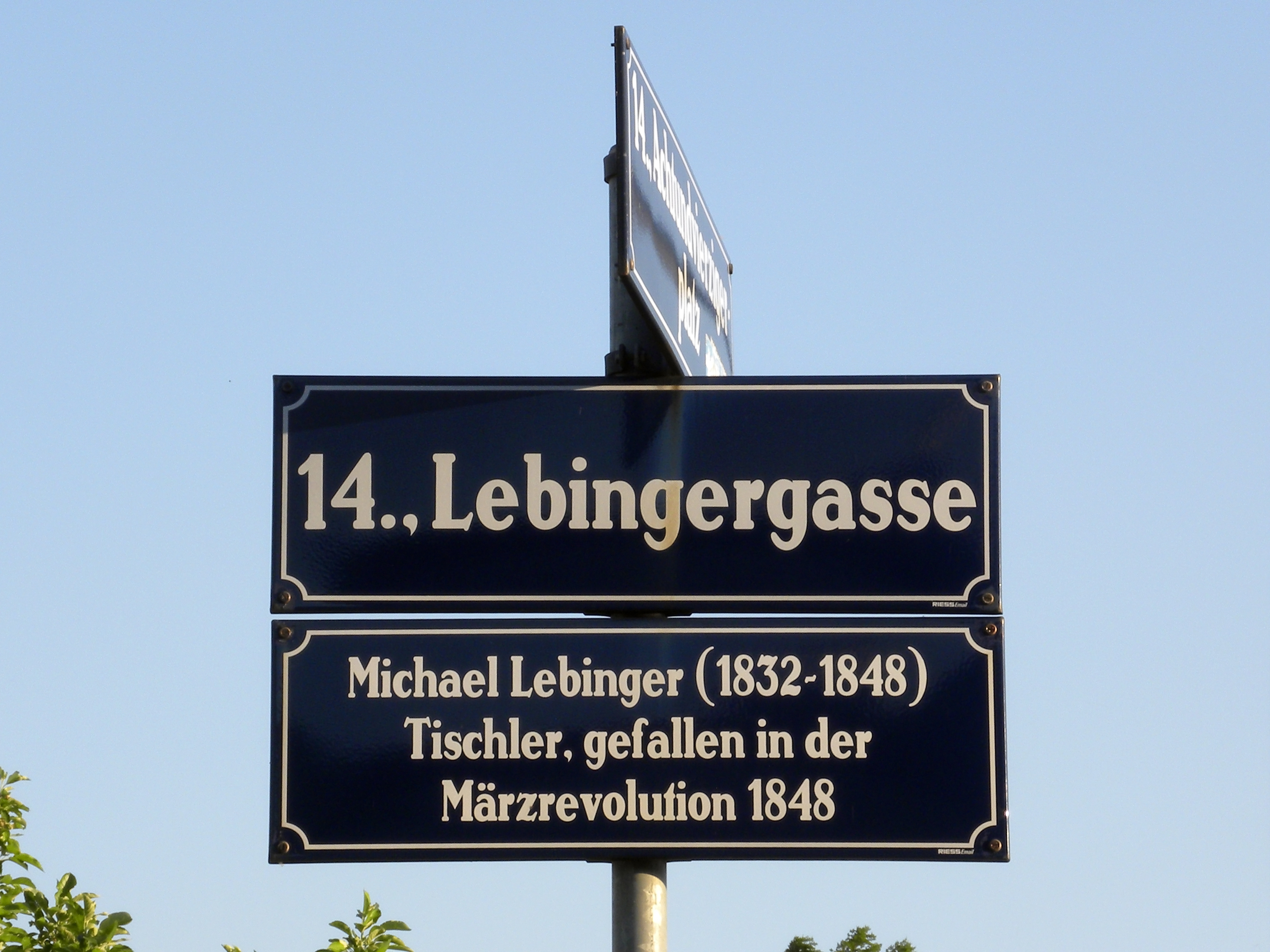
Die meisten Gefallenen waren noch sehr jung.

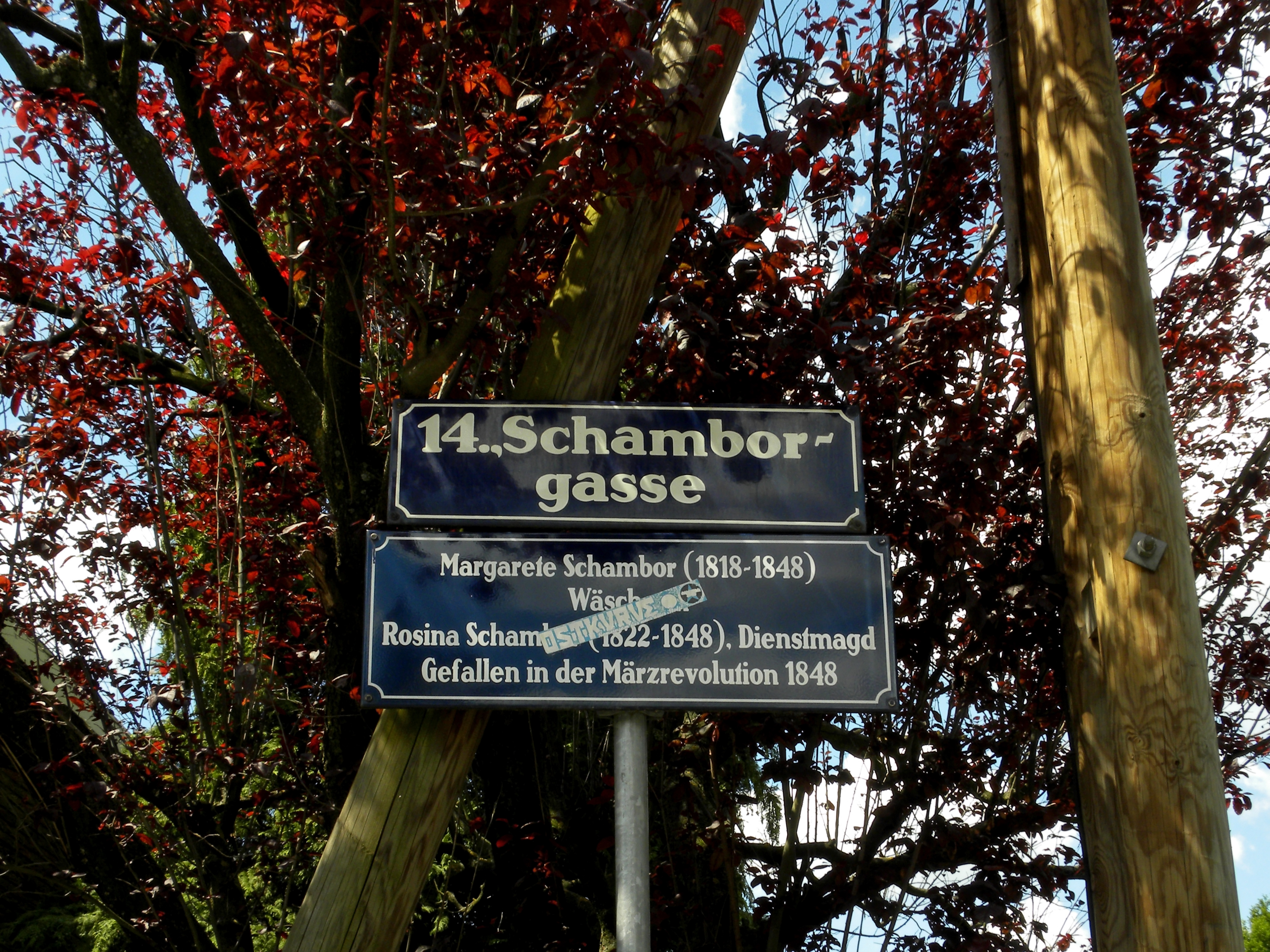
Auch Frauen waren unter den Gefallenen der Märzrevolution.

In den Jahren 1929 und 1930 wurden zahlreiche Straßen in Wien-Penzing nach in Wien gefallenen Teilnehmern der Revolution benannt. Es sind dies:
- Donhartgasse, nach Lorenz Donhart (1815–1848), Taglöhner
- Drewitzweg, nach Josef Drewitz (1816–1848)
- Erbacherweg, nach Ferdinand Erbacher (1829–1848), Maurer
- Etschnerweg, nach Josef Etschner (1821–1848), Tischler
- Gusterergasse, nach Josef Gusterer (1819–1848), Taglöhner
- Herschmannweg, nach Bernhard Herschmann (1823–1848), Weber
- Kiesgasse, nach Jakob Kies (1821–1848), Brauergeselle
- Kohlesgasse, nach Johann Kohles (1814–1848)
- Koniczekweg, nach Karl Koniczek (1830–1848), Student
- Köppelweg, nach Alois Köppel (1818–1848), Drechslergehilfe
- Labersteig, nach Ignaz Laber (1821–1848), Taglöhner
- Lebingergasse, nach Michael Lebinger (1832–1848), Tischler
- Ludwig-Eckhardt-Gasse, nach Ludwig Eckardt (1827–1871), Schriftsteller
- Öppingerweg, nach Josef Öppinger (1806–1848), Schuhmacher
- Paraselgasse, nach Jakob Parasel (1812–1848), Maurergeselle
- Reiningerweg, nach Franz Reininger (1829–1848), Bindergeselle
- Sambeckgasse, nach Franz Sambeck (1809–1848), Tischler
- Schamborgasse, nach Margaretha Schambor (1818–1848), Wäscherin, und Rosina Schambor (1822–1848), Dienstmagd
- Scherfweg, nach Josef Scherf (1810–1848), Zimmermaler
- Schmalerweg, nach Josef Schmaler (1800–1848)
- Staargasse, nach Franz Staar (1821–1848), Tischler
- Stauffergasse, nach Alois Stauffer (1812–1848), Hausbesorger
- Striagasse, nach Matthias Stria (1818–1848)
- Underreingasse, nach Ignaz Underrein (1805–1848), Tischler
- Wawragasse, nach Vinzenz Wawra (1834–1848), Weberlehrling
- Wittmannweg, nach Johann Wittmann (1814–1848), Schuhmacher
- Zettelweg, nach Wolfgang Zettel (1824–1848), Fleischergeselle

In Wien-Landstraße:
- Messenhausergasse, nach Cäsar Wenzel Messenhauser (1813–1848)

Ganz allgemein erinnern an die Märzrevolution und ihre Opfer:
- Märzstraße
- Achtundvierzigerplatz

## Film
- Feuer!, österreichischer Fernsehfilm von Reinhard Schwabenitzky (1979)

## Belege
1. 1 2  Wolfgang Häusler: Von der Massenarmut zur Arbeiterbewegung. Demokratie und soziale Frage in der Wiener Revolution von 1848. Jugend & Volk, Wien 1979, ISBN 3-7141-6550-9, S. 120 ff.
2. ↑  Moritz Smets: Das Jahr 1848. Geschichte der Wiener Revolution. Band 2. R. v. Waldheim, Wien 1872, S. 19 f.
3. ↑  Gabriella Hauch: Frau Biedermeier auf den Barrikaden. Frauenleben in der Wiener Revolution 1848. Verlag für Gesellschaftskritik, Wien 1990, ISBN 3-85115-126-7, S. 205 ff.
4. ↑  Robert Blum – Lied (Volksweise 1848, eLibrary Austria, eLib-Volltext)
5. ↑  Normdateneintrag für Friedrich Gerhard (GND 130385514), abgerufen am 17. Januar 2022.
6. ↑  nicht zu verwechseln mit dem Slowakischen Nationalaufstand 1944